# 西東京消防署
西東京消防署（にしとうきょうしょうぼうしょ）は、東京都西東京市にある東京消防庁第八消防方面本部に所属する消防署。

## 概要
西東京市（旧・保谷市および田無市）を管轄とする消防署である。

## 沿革
- 1987年12月16日 - 武蔵野消防署の管轄区域から保谷市・田無市を分離し、保谷市中町に庁舎を新設して「保谷消防署（ほうやしょうぼうしょ）」として開設
- 1990年3月31日 - 田無出張所増改築完成
- 1991年3月31日 - 西原出張所増改築完成
- 1993年3月22日 - 下保谷出張所増改築完成
- 2001年1月21日 - 保谷市と田無市が合併し西東京市となり、管轄区域が同市となる
- 2001年10月19日 -  田無出張所を向台町二丁目に移転
- 2004年4月1日 - 保谷消防署を「西東京消防署」に、下保谷出張所を「保谷出張所」に改称
- 2004年12月1日 - 田無出張所に救急隊配置
- 2005年8月23日 - 西東京特別消火中隊運用開始
- 2006年3月31日 - 保谷出張所改築工事終了
- 2012年4月1日 - 保谷消火中隊運用開始

### 所在地
- 東京都西東京市中町1丁目1番6号

ポンプ車3台、救急車1台、はしご車1台、人員輸送車1台、指揮隊車1台、査察広報車4台配備

## 出張所
- 田無出張所

西東京市向台町2丁目3番6号
ポンプ車2台、救急車2台配備
- 西原出張所

西東京市西原町2丁目1番14号
ポンプ車1台、救急車1台配備
- 保谷出張所（旧・下保谷出張所）

西東京市下保谷1丁目2番4号
ポンプ車1台、救急車1台配備